# Диоклецијанови прогони
Диоклецијанови прогони или Велики прогони последњи су и уједно највећи прогони хришћана које је спроводила власт Римског царства. Избили су почетком IV века.
Диоклецијанови прогони су добили име по цару Диоклецијану, једном од владара тадашње тетрархије, који је 303. године, заједно са Максимијаном, Галеријем и Констанцијем I Хлором издао низ едиката којима се, под претњом строгих казни, захтева од хришћанских верника да практикују традиционалне римске обреде. Каснији су едикти, пак, били усмерени против хришћанског свештенства па и довели до конфискације црквене имовине и спаљивања црквених књига и текстова.
Прогони су били различити по свом интензитету у различитим деловима царства — на западу, у Британији и Галији, били су најслабији, а у источним провинцијама најжешћи.
У неколико наврата су едикти поништавани да би их формално укинуо тек Милански едикт, кога су 313. донели цареви Константин Велики и Лициније.